# Château de Kerlarec
Le château de Kerlarec est situé dans le département du Finistère sur la commune d'Arzano. Il est d’abord baptisé château de Kerouallanic.

## Histoire
En 1834 le comte Charles Victor de Kerouallan (1802-1876), petit fils du sénéchal de Quimperlé achète les terres du village de Kerlarec comprenant plusieurs fermes et formant un grand domaine seigneurial à vocation agricole. Le comte est partisan d´une agriculture moderne et lucrative. Il fait raser les bâtiments existants, à l´exception des pavillons d´angle, et construire en 1840 le corps de bâtiment actuel. Il y adjoint la ferme-métairie à l´est, une orangerie et des écuries à l´ouest ainsi qu'une allée d´accès.
Dans la seconde moitié du 19e siècle, le domaine couvre environ 200 hectares et fonctionne comme une entreprise agricole : défrichement des landes, introduction de pins sylvestres, production de céréales, de cidre et de fourrages écoulée dans la région. Le château est agrandi en 1894 par Constance de Kerouallan, fille du comte, et son époux le baron Étienne Charles Alfred de Lépinau(pavillons d´angle carrés à toiture aiguë et aménagements intérieurs). Un maître verrier Jean-Baptiste Anglade réalise de nombreux vitraux illustrant la vie de Jeanne d’Arc, en s'inspirant des visages de la famille.
A l´époque contemporaine, le domaine a été divisé en quatre propriétés différentes. Une partie des appartements du château a été aménagée en hôtellerie.